# Käthe Schmitz-Imhoff
Käthe Schmitz-Imhoff (* 16. Mai 1893 in Köln; † 21. März 1985 ebenda) war eine deutsche Figurenmalerin und Grafikerin.

## Leben
Schmitz-Imhoff besuchte von 1912 bis 1915 das Zeichenlehrerseminar der Kunstgewerbeschule Düsseldorf unter Leitung von Lothar von Kunowski. Etwa ab 1915/16 unterrichtete sie als Zeichenlehrerin an der Ursulinenschule Köln. 1920 ließ sie sich beurlauben, um in Berlin bei Johann Walter-Kurau bis 1921 Privatunterricht zu nehmen. Danach setzte sie bis 1924 ihr Studium bei Heinrich Nauen an der Kunstakademie Düsseldorf fort, ehe sie es wegen Erkrankung an Tuberkulose abbrechen musste.
Aufenthalte in Italien (Positano) und Südfrankreich (bei Willy Eisenschitz) schlossen sich an. 1926 debütierte sie in einer Ausstellung des Kölnischen Kunstvereins. Ab 1933 arbeitete sie wieder als Lehrerin in Köln. 1934 gründete sie dort mit den Künstlern Franz M. Jansen, Wilhelm Geißler, Peter Strausfeld, Anton Wolff und Irmgart Wessel-Zumloh die Woensam-Presse. Ihr Künstlerkreis, der sich in seinem Namen auf den historischen Kölner Buch-Illustrator Anton Woensam bezog, nannte sich auch „Woensam-Ring“. Des Weiteren war Schmitz-Imhoff Mitglied der „Ausstellungsgemeinschaft Kölner Maler“ und der GEDOK. In der Zeit des Nationalsozialismus war sie Mitglied der Reichskammer der bildenden Künste. Für diese Zeit ist ihre Teilnahme an zehn großen Ausstellungen sicher belegt.
Am 31. Mai 1942 wurde bei einem Bombenangriff auf Köln das Elternhaus in der Machabaerstraße 1 (in welchem zugleich das Atelier der Künstlerin war) zerstört, so dass ein Großteil des bisherigen Schaffens verloren ging.
Nach 1945 lebte sie als freischaffende Künstlerin in Köln. Dort starb sie im Alter von 91 Jahren und wurde in der Familiengrabstätte auf dem Melaten-Friedhof beerdigt.